# Steve Waller
Steven Charles Waller (30. června 1951 – 6. února 2000) byl britský rockový kytarista a zpěvák. V letech 1979-1983 byl členem skupiny Manfred Mann's Earth Band. Podílel se na čtyřech albech této skupiny, Angel Station, Chance, Somewhere in Afrika a Budapest Live.